# Звиняч (річка)
Звиняч — річка в Україні, в Тернопільському районі Тернопільської області, ліва притока Перейми (басейн Дністра).

## Опис
Довжина річки приблизно 8 км. Висота витоку над рівнем моря — 360 м, висота гирла — 288 м, падіння річки — 72 м, похил річки — 9,0 м/км. Формується з багатьох безіменних струмків.

## Розташування
Бере початок на південній стороні від села Ласківці. Тече переважно на південний схід через Ласківці та Вербівці і на південно-західній стороні від села Буданів впадає у річку Перейму, праву притоку Серету.